# Stromové patro
Stromové patro (E3) je jednotka vertikální struktury v ekosystémech. Do stromového patra jsou řazeny všechny rostliny, jejichž výška v daném ekosystému je vyšší než 5 m.
Stromové patro je možno dále dělit na několik částí. Ve středoevropských podmínkách, kde nejvyšší stromy dosahují jen málokdy přes 30 m, má smysl dělení jen do dvou částí:
- E3 alfa - rostliny dosahující výšky 5 - 15 m
- E3 beta - rostliny dosahující výšky 15 m a více

V tropických pralesích se používá často i více stupňů, které jsou pak značeny dalšími písmeny řecké abecedy (gama, delta…).
Pokryvnost stromového patra v procentech je mírou množství slunečního záření, které proniká až na zemský povrch. V lesnické terminologii je pokryvnost stromového patra označována pojmem zápoj. Množství záření významně ovlivňuje složení bylinného patra, např. tzv. hájová květena rozkvétá velice brzy na jaře, aby využila období před olistěním stromů, kdy je množství dopadajícího záření v průběhu roku nejvyšší.
Porost s pokryvností stromového patra alespoň 25 % je označován jako les. Tato definice je zvláště užitečná v oblastech kolem horní (dané nadmořskou výškou) nebo severní (dané zeměpisnou šířkou hranice lesa. Porosty s nižší výškou nebo nižší pokryvností jsou pak označovány jako lesotundra.